# Insurrection de Mossoul de 1959
L’insurrection de Mossoul en 1959 était une tentative de coup d’État menée par des nationalistes arabes dans la ville de Mossoul. Leur objectif était de renverser le Premier ministre irakien Abdel Karim Kassem, de mettre en place un gouvernement nationaliste arabe, puis de fusionner l’Irak avec la République arabe unie. Cependant, le coup d’État échoua, provoquant un effondrement de l’ordre public à Mossoul. La ville sombra dans plusieurs jours de violents affrontements, où différents groupes exploitèrent le désordre pour régler des différends politiques ou personnels.

## Prélude

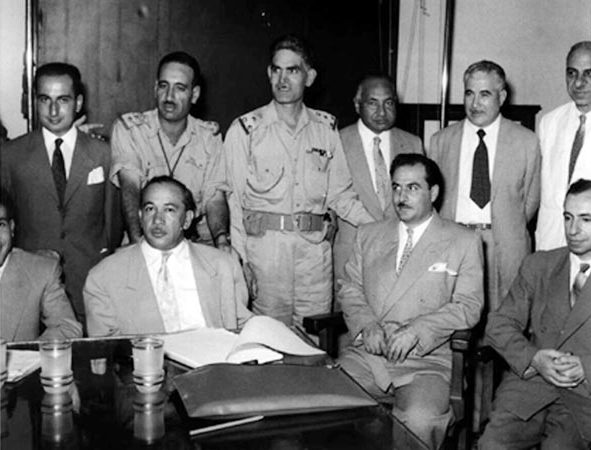
Les instigateurs du renversement de la monarchie irakienne. Debout en uniforme militaire, Abdel Karim Kassem au centre, et à sa droite Abdel Salam Aref.

Sous le mandat d’Abdel Karim Kassem, un vif débat éclata sur la question de savoir si l’Irak devait rejoindre la République arabe unie dirigée par le président égyptien Gamal Abdel Nasser. Après le renversement de la monarchie par Kassem, la Jordanie mit fin à la Fédération arabe. Kassem avait fait exécuter l’ensemble de la famille royale irakienne, ainsi que le Premier ministre Nouri Saïd et le vice-président de la Fédération arabe Ibrahim Hashem.
Les liens croissants de Kassem avec le Parti communiste irakien déclenchèrent une rébellion à Mossoul, menée par des nationalistes arabes au sein de l’armée. Pour dissuader toute tentative de coup d’État, Kassem soutint l’organisation d’une grande manifestation des Partisans de la paix, soutenue par les communistes, à Mossoul le 6 mars 1959. Environ 250 000 partisans de la paix et communistes envahirent les rues de Mossoul ce jour-là. Bien que le rassemblement se déroula dans le calme, des affrontements éclatèrent dès le 7 mars entre les communistes et les nationalistes. Ces tensions dégénérèrent, au fil des jours suivants, en une situation proche de la guerre civile.

## Déroulement de la tentative de coup d'État
Le colonel Abdel Wahab al-Shawaf, un nationaliste arabe et commandant de la garnison militaire de Mossoul, mena cette tentative de coup d’État en réaction à l’influence grandissante du Parti communiste irakien sous le régime de Kassem. À Mossoul, des affrontements éclatèrent entre la milice populaire communiste et les partisans nasséristes, atteignant leur paroxysme avec l’incendie d’un restaurant affilié aux nasséristes. Face à la montée en puissance des communistes, Shawaf sollicita l’autorisation de Bagdad pour utiliser les troupes sous son commandement afin de restaurer l’ordre. Toutefois, la réponse qu’il reçut fut ambiguë, ce qui le poussa à organiser un coup d’État le 7 mars 1959, avec l’appui d’autres officiers nationalistes mécontents de l’alliance de Kassem avec le Parti communiste.
Shawaf mobilisa la 5e brigade de l’armée irakienne et ordonna l’arrestation de près de 300 membres communistes des Partisans de la paix, dont leur dirigeant Kamil Kazanchi, qui fut exécuté. Il prit également le contrôle de Radio Mossoul grâce à un émetteur radio portable volé à la Iraq Petroleum Company, depuis lequel il lança un appel au soulèvement national contre Kassem. Son appel trouva un écho parmi des tribus arabes locales, comme les Chammar, qui envoyèrent des milliers de combattants à Mossoul. Le 8 mars, Shawaf tenta une attaque aérienne contre Bagdad à l’aide de deux avions Hawker Sea Fury, ciblant le siège de Radio Bagdad. Cependant, l’opération échoua : les dégâts furent minimes, l’un des pilotes fut capturé, et l’autre, en tentant de fuir vers la Syrie, mit fin à ses jours.
En réaction, Kassem ordonna à l’armée de bombarder le quartier général de Shawaf, situé sur une colline dominant Mossoul. L’attaque aérienne tua plusieurs officiers et blessa Shawaf. Alors qu’il était soigné, Shawaf fut assassiné par l’un de ses sergents, persuadé que le coup d’État était un échec.
Selon certaines sources, le corps de Shawaf aurait été traîné dans les rues de Mossoul par des membres de la milice populaire communiste. D’autres affirment qu’il aurait été transporté à Bagdad pour être inhumé au cimetière d’al-Ghazali. Ce soulèvement à Mossoul provoqua une répression violente, renforça l’autorité de Kassem et aggrava les tensions entre les communistes et les nationalistes arabes en Irak.

## Violences civiles et militaires
Bien que Shawaf ait été tué, la violence à Mossoul se poursuivit. La ville devient le théâtre de violents affrontements entre soldats loyalistes et rebelles, ainsi qu'entre communistes et nationalistes arabes. Les tribus bédouines, appelées par Shawaf avant sa mort pour soutenir le coup d'État, se livrèrent à des pillages. Certains habitants profitèrent également du chaos pour régler des différends personnels. Trois tribus kurdes pro-gouvernementales pénétrèrent à Mossoul et affrontèrent les membres de la tribu arabe des Chammar, leurs ennemis de longue date qui avaient soutenu Shawaf. Le Cheikh Ahmed Ajil, le chef des Chammar, fut repéré dans sa voiture par des miliciens kurdes. Lui et son chauffeur furent abattus, leurs corps ensuite pendus nus à un pont surplombant le Tigre.
Après quatre jours, les troupes gouvernementales parvinrent à rétablir l'ordre, dégageant les routes et retirant les corps nus et mutilés suspendus aux réverbères. Le bilan total des morts fut estimé à environ 500 personnes. Pendant ce temps, à Bassorah, des membres du Parti communiste irakien s'en prirent violemment à des personnes qu'ils accusaient d'être des "réactionnaires".

## Étendue de l’implication de la RAU
Bien que le coup d’État ait été en partie motivé par le nationalisme arabe et le désir d’intégrer la République arabe unie (RAU), l’implication exacte de la RAU reste incertaine. Shawaf aurait maintenu des contacts étroits avec la RAU pendant la préparation du soulèvement, certains affirmant que l’ambassadeur de la RAU à Bagdad joua le rôle d’intermédiaire avec les rebelles. De plus, des indices suggèrent que Radio Mossoul aurait pu émettre depuis le territoire syrien.